# アダム・コープランド
アダム・ジョセフ・コープランド（Adam Joseph Copeland、1973年10月30日 - ）は、カナダの男性プロレスラー、映画俳優。オンタリオ州オレンジビル出身（プロレスでの入場の際は、オンタリオ州トロントとコールされる）。AEW所属。アメリカ合衆国のプロレス団体WWEにエッジ（Edge）のリングネームで所属していた。
R指定のスーパースター（The Rated-R Superstar）、好機を逃さぬ男（The Ultimate Opportunist）の異名を持つ。

## 来歴

### キャリア初期
レッスルマニアVI大会の客席のリングサイドから11番目にランス・ストーム、クリスチャンと共に観戦に来ていた。そして、メイン戦のハルク・ホーガン対アルティメット・ウォリアーの試合を観戦した後、プロレスラーとなることを決意する。12年後のレッスルマニアX8においてエッジは同じくスカイドームのリングに立ち、夢を実現させた。オンタリオ州トロントにてスウィート・ダディ・シキとロン・ハッチンソンのトレーニングを受け、1993年にプロレスデビューを果たした。小学生の時からの親友であるクリスチャンも1993年にプロレスデビューし、タッグチームを結成する。その後はアメリカやカナダのインディー団体を転戦し、後にWWFでも同僚となるライノらも加えた軍団を結成していた時期もあった。また日本の新東京プロレスにカナディアン・ロッキーズとしてクリスチャンと共に参戦したこともあった。
1996年、カナダ出身のスター選手であるブレット・ハートのマネージャーの目に留まったことからWWFにジョバーとして参戦するようになり、翌1997年にはブレットの地元カルガリーでのトレーニングに参加。共に参加していたクリスチャン共々高い評価を得、同年正式にWWFと契約を果たした。

### WWF / WWE

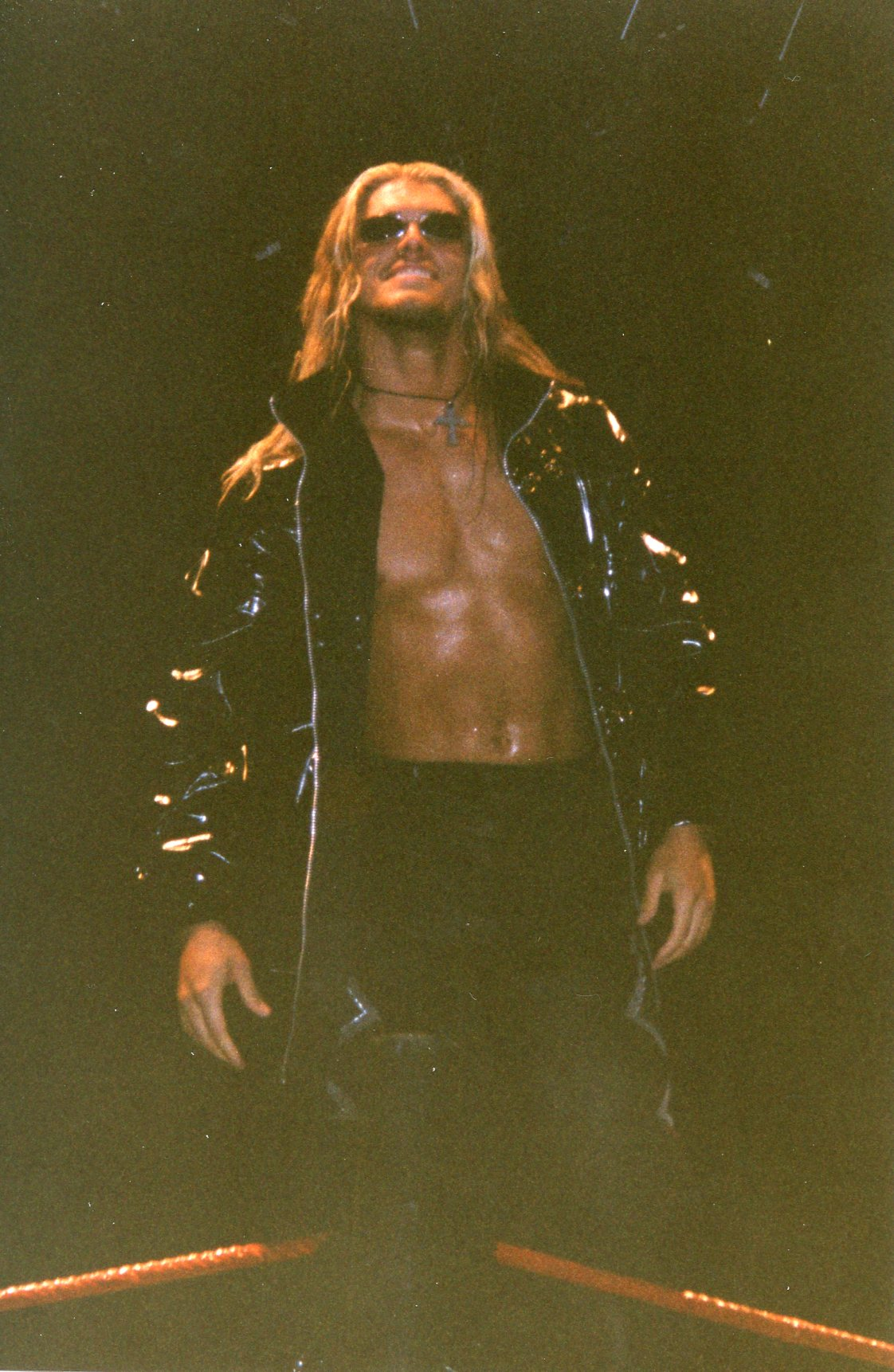
1999年

#### 初期～クリスチャンとのタッグ
1998年6月にシングルプレーヤーとしてWWFデビューを果たす。その後ギャングレルにクリスチャンを紹介される形で3人で吸血鬼ユニットのザ・ブルードを結成した。ザ・ブルードは翌年ジ・アンダーテイカーのチーム、ミニストリー・オブ・ダークネスに取り込まれヒールとなるが、派手な入場パフォーマンスで一定の人気を得ていた。その後失態を犯したクリスチャンを庇う形でザ・ブルードはミニストリーから追放されるものの、同時期にエッジはインターコンチネンタル王座を獲得し初の王座戴冠を果たした。
1999年夏以降はクリスチャンと本格的にタッグ戦線に入り、ダッドリー・ボーイズ、アコライツ（APA）、ニュー・エイジ・アウトローズ（D-ジェネレーションX）、トゥー・クール、T&Aなどライバルチームの多い中、ハードコアマッチの得意なタッグチームとして徐々に頭角を現した。1999年のハーディー・ボーイズとの抗争ではギャングレルが寝返り、ハーディー・ボーイズ（ニュー・ブルード）とのライバル関係はその後も続いた。
レッスルマニア2000では、ハーディー・ボーイズとダッドリー・ボーイズとの三つ巴ラダー・マッチを制し初のタッグ王座に輝くと、翌年のレッスルマニアX-Sevenでも同一カードで行われた史上初のTLCマッチを制しタッグ王座を獲得するなど、クリスチャンとのタッグでは7度の王座に輝いた。"Reeking of awesomeness"（awesomenessは日本語字幕では「激シブ」などと訳されていた）を決め台詞に、「写真撮影のための5秒ポーズ」や、相手や開催地を小バカにする仮装・マイクパフォーマンスなどで、コミカルでヘタレ系ヒールのタッグチームとして人気を得たほか、2000年にはカート・アングルとも同盟になり3人のチーム・ECKとしても度々活動していた。またハーディー・ボーイズへのタッグ王座挑戦を禁じられたことから全身金色タイツの覆面のタッグチーム、ロス・コンキスタドアーズとしても王座を獲得している（エッジはコンキスタドール・ウノ、クリスチャンはドスを名乗っていた）。

#### シングルプレーヤー転向
2001年のキング・オブ・ザ・リングではチーム・ECKとライノの同盟関係4人でベスト4を席巻する。エッジはライノを破り決勝に進むとシェイン・マクマホンの介入もあってカート・アングルを破り優勝を果たした。しかしそれを妬んだクリスチャンの裏切りによって、3年近く続いたタッグを解消しシングルプレーヤーとして活躍し始める。このクリスチャンとの抗争でベビーフェイスになる。その後もアングルからUS王座を奪取したり、インターコンチネンタル王座も獲得し王座を統一するなど活躍した。
2002年、ブッカー・Tとの架空の日本のシャンプー（ヤカモシ・シャンプー）のCMでのいざこざからレッスルマニアX8での試合となり、勝利する。その後のブランド分割ドラフトではSmackdown!に所属。カート・アングルとの抗争では髪切りマッチに勝利し、自らの手でアングルを丸坊主にした。アングルの入場時の「You Suck（日本語字幕では「ヘナチョコ」）」チャントは、前年から時折起こるようになっていたが、この時期にエッジが煽ったことで公式に定着した。さらにハルク・ホーガンやレイ・ミステリオとのタッグでタッグ王座を獲得したり、ブロック・レスナーのWWE王座にも挑戦するなど大きな人気を得ていた。
2003年2月のノー・ウェイ・アウトでのタッグ戦を前に首の椎間板を複数損傷する重症を負い、出場を断念しWWEから長期離脱して脊椎の手術・治療を行った。2004年のブランド間ドラフトでRAWに移籍することが決定すると、サプライズ復帰し大歓声を受けた。復帰後はランディ・オートンからインターコンチネンタル王座を奪取するなど活躍するも、ショーン・マイケルズ、クリス・ベノワなどとの抗争などを通じて徐々に狂暴な面を見せ始め、サイコ・ヒール化していった。

#### 2005年

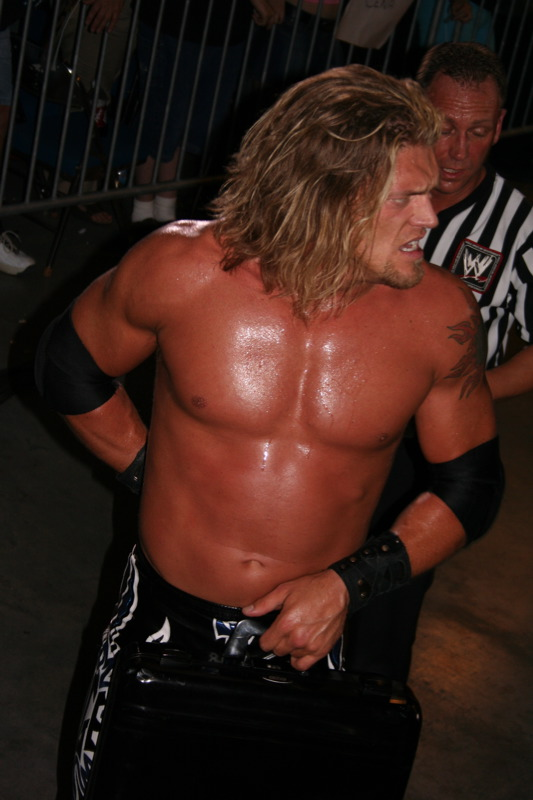
2005年

2月4日RAWテレビショーさいたまスーパーアリーナ大会「ROAD TO WRESTLEMANIA 21 JAPAN TOUR」で、トリプルHの世界ヘビー級王座に挑戦するも敗北。4月、WrestleMania 21の第一回マネー・イン・ザ・バンク戦に勝利し翌年のレッスルマニアまでの間にWWE王座、世界ヘビー級王座のいずれかに挑戦する権利を獲得。後に権利を行使するまで、権利書の入っている鞄を常に持ち歩き、ステータスや凶器としてよく使用した。その後はアングル上ケインと結婚していたリタとの不倫をきっかけにケイン、更に7月以降はマット・ハーディーとの抗争に入る。この転換は実生活においてリタとエッジが交際を始めたと共にリタがマットと別れた事を踏襲している。10月の敗者RAW追放マッチに勝利し、マットはSmackDown!へと移籍した。エッジはサバイバー・シリーズへ向けSmackDown!との抗争に入るも、胸部の怪我により離脱。サバイバー・シリーズでは試合は行わずリタと共に「カッティング・エッジ」というトークコーナーを開始した。

#### 2006年
1月のニュー・イヤーズ・レボリューションの試合終了直後に鞄の権利を行使しジョン・シナと対戦し勝利。WWE王座を初めて獲得した。獲得後のRAWで「The Rated-R Superstar」（R指定のスーパースター）という自身の異名を体現するかのようにリタと"Live Sexショー"を行い、同年までの5年間のWWE放送における最高視聴率を記録し、卑怯で狡猾なヒールの王者として振舞い、前王者のシナやリック・フレアーらと抗争を深めた。2月のロイヤルランブルにて再戦権を行使したシナに敗れ、僅か2週間で王座から陥落する。その後ミック・フォーリーと遺恨が勃発、WrestleMania 22にてハードコアマッチで勝利する。それをきっかけにフォーリーと手を組みECWと対立、ECW ワン・ナイト・スタンドでテリー・ファンク＆トミー・ドリーマーと対戦、さらにその大会のメインであったシナとロブ・ヴァン・ダムのWWE王座戦に乱入、RVDの勝利をアシストする。そして7月のRAWでRVD、シナとのWWE王座戦を制し、2度目のWWE王座戴冠となった。8月のサマースラムではシナの地元ボストンで反則裁定でも王座が移動するというルールでシナを相手に防衛するも、アンフォーギヴェンでは逆にエッジの地元トロントでそれまで無敗であったTLC戦で敗北、またもシナに王座を奪取された。
その後シナと金網戦で再戦し、ケイド&マードックが乱入してエッジを援護するが、D-Generation Xも乱入してケイド&マードックを追い払い、その流れでエッジもマイケルズから攻撃を受けたこともあり、敗北。これに怒りを露にしたエッジはRAW3時間スペシャルでのカッティング・エッジに、かつてトリプルHに裏切られてエボリューションから追放された恨みを持つランディ・オートンを招いてオートンと結託し、『レイテッドRKO』を結成。D-ジェネレーションXとの長期抗争に入る。

#### 2007年
1月のニュー・イヤーズ・レボリューションの試合においてトリプルHが脚を故障したためD-Xとの抗争は終了した。ショーン・マイケルズは王者ジョン・シナとの抗争に入り、エッジとオートンはWrestleMania 23のマネー・イン・ザ・バンク戦に出場するも敗退。しかし5月のRAWにおいて、マネー・イン・ザ・バンクを賭けられたMr.ケネディとの対戦に勝利し権利を強奪。その週のSmackDown!にて試合後の襲撃などで疲弊していた世界ヘビー級王者ジ・アンダーテイカーを奇襲、鞄の権利を行使して対戦し勝利。世界ヘビー級王座を初獲得した。その後正式にSmackDown!に移籍するも、7月にケインと抗争中に左胸筋を断裂してしまい、タイトルを返上。この頃より当時SmackDown!GMであったヴィッキー・ゲレロとアングル上の恋人関係になる。11月のサバイバー・シリーズで世界ヘビー級王座戦に乱入しアンダーテイカーを敗北に導いて復帰。その後アルマゲドンでバティスタ、テイカーとの王座戦でエッジに変装したジ・エッジヘッズと協力し世界ヘビー級王者に返り咲く。以降はジ・エッジヘッズやヴィッキー・ゲレロ等と結託し活動。

#### 2008年
2008年になるとチャボ・ゲレロも巻き込み"ラ・ファミリア"を結成。ロイヤルランブル、ノー・ウェイ・アウトではレイ・ミステリオを連破して世界ヘビー級王座を防衛。WrestleMania XXIVではジ・アンダーテイカーに敗れ王座を失う。その後テイカーに王座戦で三連敗したが、ワン・ナイト・スタンドにて、得意のTLC戦に加えラ・ファミリア総動員の末テイカーに勝利。更にヴィッキーがGMの権限でテイカーをWWEから追放した。更にナイト・オブ・チャンピオンズでもラ・ファミリアの援護によってバティスタに勝利するも、翌日のRAWでバティスタの襲撃を受けた直後にCMパンクがマネー・イン・ザ・バンクの権利を行使し、世界ヘビー級王座を奪われる。その後はSmackDown!に移籍してきたWWE王者トリプルHと抗争するが、トリプルHに浮気現場を暴露され、ラ・ファミリアから追放、グレート・アメリカン・バッシュでのトリプルHとのWWE王座戦でも敗れるなど散々な目に遭う。更に激怒したヴィッキー・ゲレロがアンダーテイカーを復帰させサマースラムでエッジとヘル・イン・ア・セル戦での試合を決定。テイカーへの恐怖で錯乱、狂人と化した状態で試合に臨むもテイカーに惨敗。さらに試合後には罵声を浴びせられた後ラダー上からリング貫通のチョークスラムを浴び、テイカーの魔力によってリングに炎が燃え上がり火葬されてしまった。

その後11月のサバイバー・シリーズのWWE王座戦において、電撃復縁していたヴィッキー・ゲレロの介入により途中参加し復帰。ジェフ・ハーディー乱入のどさくさにまぎれて王座獲得。しかしアルマゲドンでジェフに初戴冠を許し、王座陥落。

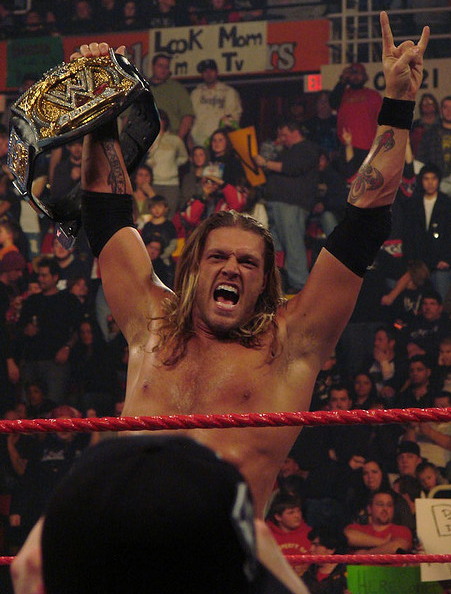
2009年・ロイヤルランブルにて

#### 2009年
ロイヤルランブルではマット・ハーディーがジェフ・ハーディーを裏切ったこともあり、WWE王座を奪回。ノー・ウェイ・アウトにはWWE王者として第1試合のエリミネーション・チェンバー・マッチに参戦。開始3分でジェフ・ハーディーに敗退させられてしまう。ところが、最終試合のRAWの世界ヘビー級王座戦の際に入場するコフィ・キングストンを襲撃、勝手に参戦し勝利。後にヴィッキー・ゲレロが決定したことが判明。SmackDown!所属ながら世界ヘビー級王座を獲得した。その後RAWのGMに就任したヴィッキーを巻き込みジョン・シナ、ビッグ・ショーとの抗争に入るがWrestleMania XXVにて三つ巴戦でシナに王座を奪取される。バックラッシュではラストマン・スタンディング・マッチルールでシナに挑戦し、ビッグ・ショーの手助けもあり王座を奪回。しかしエクストリーム・ルールズのラダー・マッチでジェフ・ハーディーに王座を奪われた。その翌日RAWのGMの辞任を発表した妻・ヴィッキーに「権力なき者に用はない」と離婚を宣言する。その後6月のザ・バッシュでSmackDown!GMのセオドア・ロングによりトリプルスレットマッチ形式となった統一タッグ王座戦にクリス・ジェリコと参戦、勝利し統一タッグ王者となった。しかし7月3日のハウス・ショーでアキレス腱を断裂し、以後長期欠場に入る。

#### 2010年
1月、ロイヤルランブルで電撃復帰しランブル戦で初優勝、久々にベビーターンした。怪我前にタッグを組んでいたクリス・ジェリコとの抗争に入り、世界ヘビー級王座を獲得したジェリコにWrestleMania XXVIで挑戦するも王座を逃す。その後ジェリコの王座陥落後にエクストリーム・ルールズにて金網マッチで勝利した。翌日のRAWのドラフトでRAW行きが決定した直後、ランディ・オートンを襲撃し、早くもヒールターンしオートンと抗争。その後はジョン・シナやこちらもRAWに移籍したジェリコと共にネクサスと抗争し、サマースラムにてネクサスとチームWWEとして戦うも、自身はジェリコと共にシナと仲間割れしている内に敗退した。
9月、RAWの謎の匿名GMと敵対、更にジャック・スワガーや、アルベルト・デル・リオなどのSmackDown!のヒールと対立を深め徐々に再びベビーフェイス化し始める。その後、謎のGMからRAW追放を言い渡され、CMパンクとの入れ替わりでSmackDown!に半年経たずに復帰する。大歓声で迎えられ2010年2度目の完全ベビーターンを果たすと、すぐにブラッギング・ライツへ向けてのRAW対SmackDown!の抗争に加わり、チームSmackDown!を勝利に導いた。
その後、世界ヘビー級王座挑戦権を懸けたトリプルスレットマッチに勝利する。その後のSmackDown!では王者ケインの父親ポール・ベアラーを誘拐し、ベビーらしからぬ様々な揺さぶりでケインを翻弄する。11月のサバイバー・シリーズではダブルフォールにより王座奪取に失敗。スマックダウンでもエッジがベアラーの口を塞いで車椅子に縛り付け、動けないベアラーに「ドッジボールで遊ぼうぜ」と言って一方的にボールを当てたり、食べ物をベアラーの顔面に押し付けたりして暴行するなど、ベビーフェイスの立場でありながらヒール以上に極悪非道ぶりを発揮してケインを脅迫して世界王座への再挑戦を認めさせ、「赤い怪物」の異名を持つケインに「お前こそが本当の情け容赦ない怪物だ！」と言わしめ、涙を流させるなど心理戦で圧倒的優位に立った。その後もベアラーを返すよう懇願するケインに敬語を使わせて散々コケにした挙句にベアラーを返さず、ケインが追いかけてきたところでベアラーに似せたダミー人形を乗せた車椅子を階段から落としたり、トラックで轢いたりする等を何度も繰り返しておちょくり続けた。最後はエッジがフロアの上階でベアラー本人を乗せた車椅子を高い壇上にセットし、またダミー人形だと思い込んで苛立ったケインが壇を押し倒したことでベアラーは下の階に落下して死亡（ストーリー上）。12月のTLCではレイ・ミステリオ、アルベルト・デル・リオを含めた4ウェイ形式でのTLC戦に勝利し、歴代最多となる通算6度目の世界ヘビー級王座獲得を果たした。

#### 2011年
2011年に入ってからはロイヤルランブルを制したアルベルト・デル・リオと抗争を展開する。WrestleMania XXVIIではデル・リオを退け世界ヘビー級王座防衛に成功するものの、以前に負った首の負傷が悪化し左手が麻痺しだしたため、4月11日のRAWにてレッスルマニアでの試合を最後に引退を表明。またこれに伴い世界ヘビー級王座を返上した。4月15日のSmackDown!で、この世界ヘビー級王座への挑戦権が懸かったメインイベント（20人バトルロイヤル）を親友のクリスチャンが制した直後に登場し、クリスチャンの健闘を称えつつ抱擁を交わし、さらにタイタントロンに現れた数十人のスーパースター（直前まで抗争していたヒールも含む）やスタッフに見送られる形で最後のスピーチをおこなった。その後エクストリーム・ルールズでのクリスチャンのデル・リオとの世界ヘビー級王座戦では、クリスチャンの初戴冠をアシストした。

### プロレスラー引退後

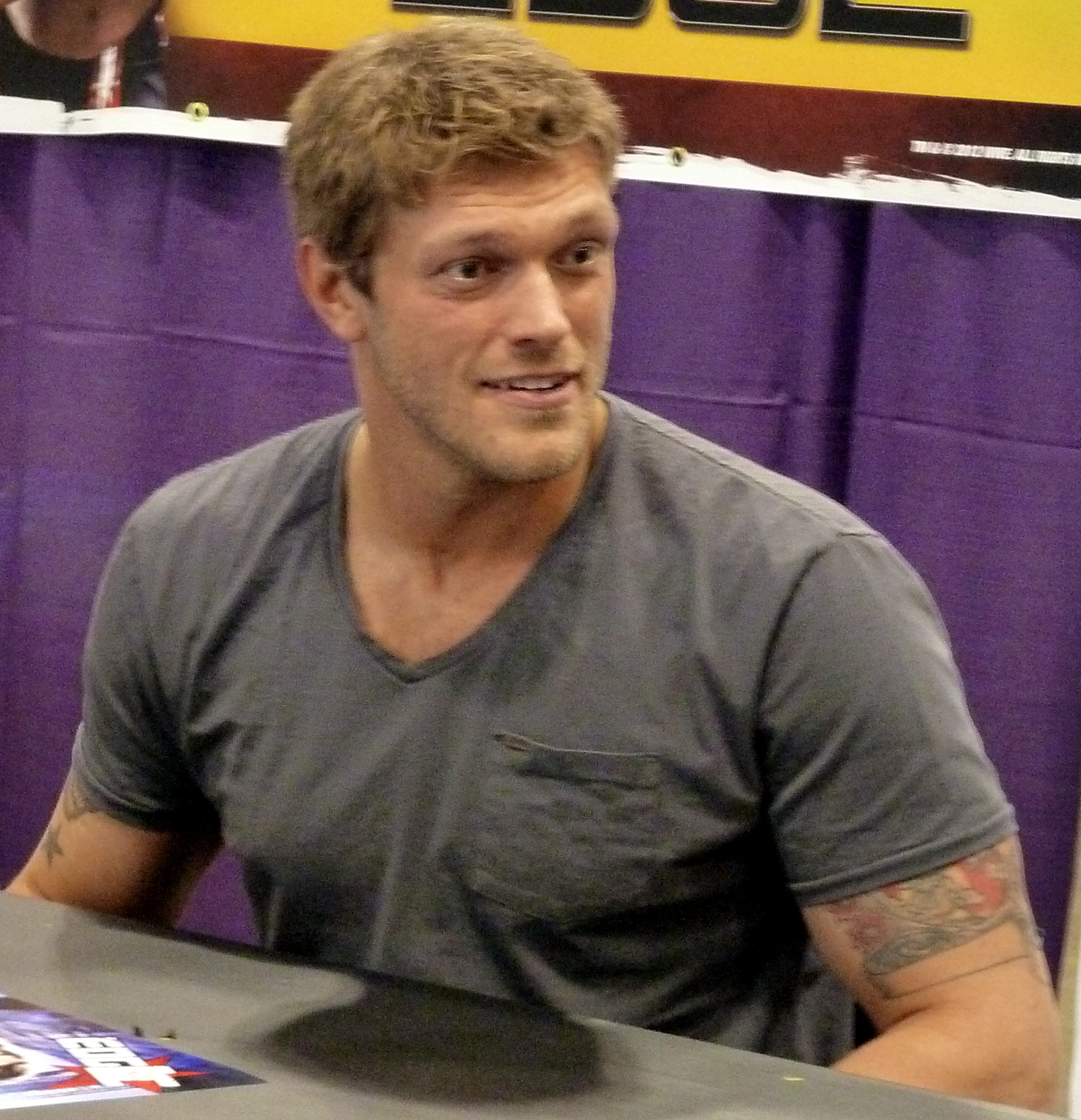
2012年

プロレスラーとしてのキャリア終了後、トレードマークであった長髪を切り、本名名義であるアダム・コープランドとして俳優として活動。WWEでは2012年にWWE殿堂入りを果たし、クリスチャンがインダクターを務めた。その後もレジェンド選手として散発的にゲスト登場していた。

### 現役復帰
2019年のWWE・サマースラムに登場した際、引退の原因となった首の状態から難しいとされていた得意技のスピアーを久々に披露した。また同年暮れ頃からエッジが復帰に向けたトレーニングを行っているという噂が情報サイトなどで見られ始めた。
翌2020年1月のロイヤルランブルの30人バトルロイヤル戦にてサプライズ復帰を果たした。首の不安や9年のブランクを感じさせない動きを見せ、ローマン・レインズに脱落させられたものの最後の3人まで残り、また途中ランディ・オートンと久々にレイテッドRKOとして共闘するなど大きなインパクトを残した。そして翌日のRAWのエンディングに登場した際、オートンにもう一度タッグを組むことを持ちかけられる。だがその瞬間オートンにRKOを決められ、さらに椅子で頭を叩かれる。その後担架で運ばれて退場となった。
4月5日、レッスルマニア36にてオートンとシングルマッチを行う。試合は、WWEパフォーマンスセンターの中を移動しながら戦うというハードコア・マッチの様相を呈していた。最後はオートンの頭を椅子で強打し、オートンが立ち上がることが出来なかったため勝利する。
6月14日、オートンと二度目の対戦を行った。ザ・ロックやショーン・マイケルズといった往年のスーパースターらの必殺技も掛け合うなど「史上最高のレスリング戦」を繰り広げるも、約40分の激闘の末、パントキックで敗れた。試合後に上腕三頭筋負傷が判明しそのまま欠場に入った。
翌年2021年1月に行われた、ロイヤルランブル2021に1番手で登場し、復帰。2番手の欠場前まで抗争してたオートンと一時間近くにも及ぶ激闘を制し、復帰初戦を飾った。
2023年9月末にWWEとの契約が終了するため最後の試合は8月18日にスマックダウンで行われるシェイマス戦が最後となる。
8月18日、シェイマス戦で最後にシェイマスにスピアーを決めて勝利した。

### AEW
2023年10月にAEWによるアントニオ猪木一周忌追悼興行WrestleDreamのメイン、クリスチャン・ケイジvsダービー・アリン戦後にAEWに登場。
かつての盟友クリスチャンを裏切りながらAEW・TNT王座挑戦を匂わせつつ、またアリンやスティングを助け結託する行動を取る。

## 得意技

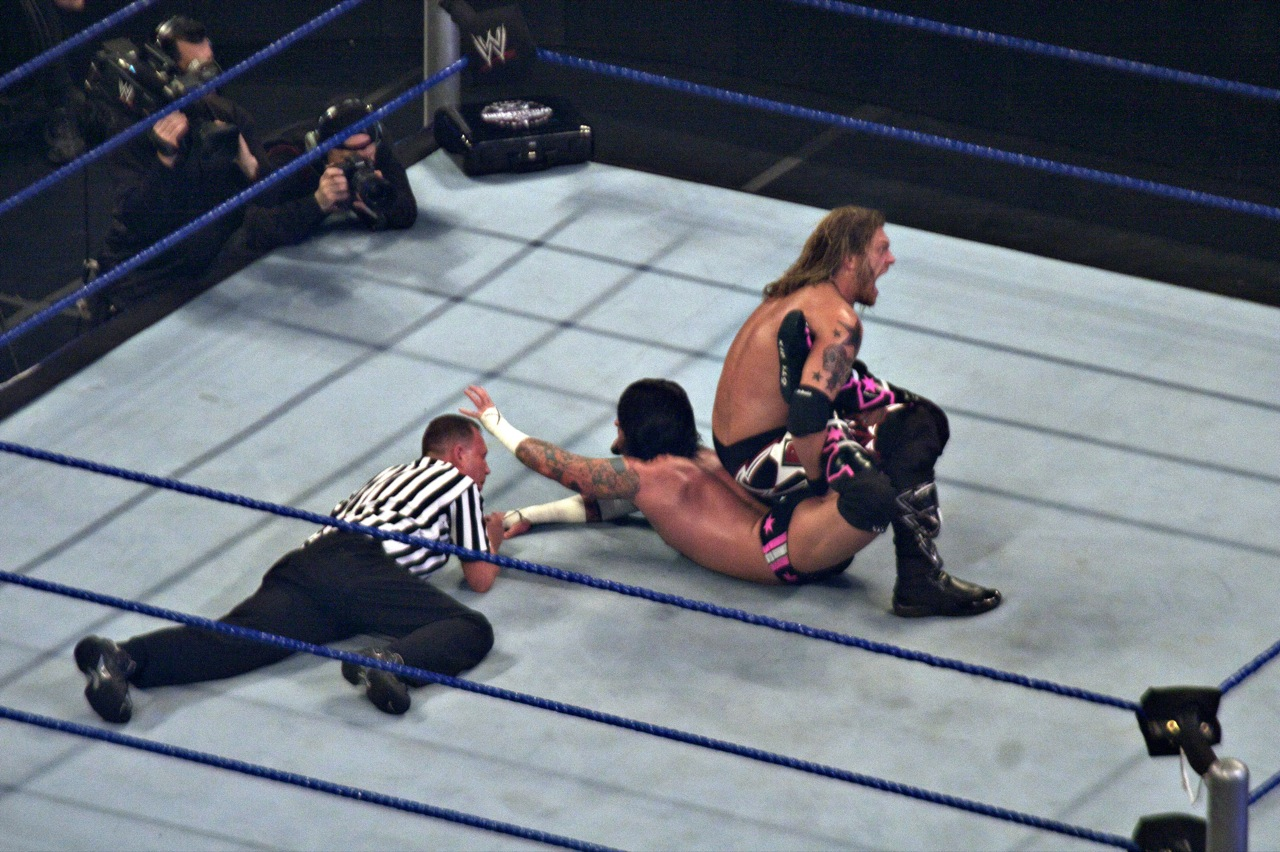
エッジュケイター

### フィニッシュ・ホールド

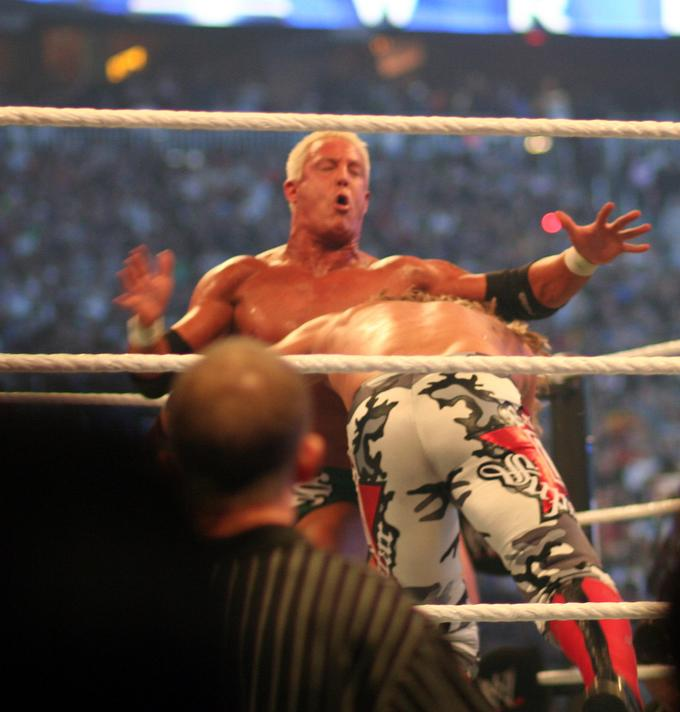
スピアー
デビュー直後から現在までの、エッジの絶対的フィニッシュ・ホールドである。ビル・ゴールドバーグやボビー・ラシュリーの様に、真っ直ぐ突っ込むのではなく、当てた瞬間に素早く相手を倒し、自らは体を横に流すのが特徴。上記の2人の様な力強さを感じさせる事は無いものの、逆に技名の通り、スピーディーに相手の腹部に鋭い矢や針が突き刺さる様な印象を与える。
コーナーでの串刺し式、ラダーやトップロープからのダイビング式、飛んできた相手へのカウンターとしても使われ、ミック・フォーリーとの一戦では、エプロンに立つフォーリーに、リング内から敢行し、場外の燃え盛るテーブルに両者が突っ込んだ事もある。
さらに、エッジの場合は彼らと違い左肩で行うのが特徴である。
エッジキューション（インパラー・インペイラー・バズキラー）
インプラント式DDT。ザ・ブルードのチームメイトだったギャングレルも使っていた技。
ザ・ブルード解散後から使い始め、当初はインペイラーDDTまたはバズ・キラーと呼ばれていた。2001年のベビーターン頃からスピアーよりも決め技として使われる割合が増え、エッジキューションとコールされ始めた。
2003年に首の負傷で離脱するまではフィニッシャーだったが、2004年にRAWに移籍しヒールターンしてからは、スピアーにその座を譲りフィニッシュとして使われる事は少なくなった。その後も得意技の1つとして使われるが、エッジキューションとはコールされず、大抵はインペイラーDDTや強烈なDDTなどと言われる。稀にトップロープからの雪崩式を繰り出すこともある。
エッジュケイター（変形シャープシューター）
サソリ固めの体勢で相手の両足を自らの片右膝の上で交差させ、そこからステップ・オーバーせずに相手の身体だけを反転させて締め上げる変型シャープシューター
2002年に初公開された技。当初は解説のジェリー・ローラーがFigure 4 edge lockと呼んだため日本語字幕では4のエッジ固めと訳されたが、後に現在の名称となる。最近では使わなかったが、2010年にベビーターン以降、稀に使うことがある。
ダウンワード・スパイラル
相手と向かい合った状態で河津掛けの体勢で組み合い、後方に倒れ込む事によって相手の顔面をフェイス・バスターで強烈にマットに打ちつける。
ベイダーからピンフォールを奪った事もある技だが、現在は全く使用されない。
キル・スイッチ
盟友であるクリスチャン・ケイジの代名詞の必殺技。
タイガースープレックスの体勢で相手の背後にまわり腕の外から脇に腕を入れたら回転し、自分の背中に相手が向いた状態で仰向けに倒れこみ、相手の顔面を叩きつける。

### 投げ技
スープレックス
スーパープレックス
ロシアン・レッグ・スウィープ
フラップ・ジャック
走りこんできた相手を持ち上げ、顔面、腹部をマットに叩きつける。
ハーフネルソン・ブルドッグ
相手の横側につき、相手の左腕から後頭部にかけてに片腕を回し、右手を相手の腰に沿え、ジャンプして顔面から叩きつける。ヒールターン後はほぼ使用していなかったが、2010年のベビーターンで再び使い始めた技。
エッジ・オー・マチック
リバースXファクター、自らは開脚して尻餅をつき、相手の後頭部を叩きつける。デビュー直後から現在でも時折使用されるが、この技も最近では「エッジ・オー・マチック」とはコールされない。ベビーフェイス時にはそのまま足を押さえてフォールに行くことが多い。
エレクトリック・チェア・フェイスバスター
相手を肩車し、自らは開脚して尻餅をつき、相手を前面から叩きつける。初期から現在に至るまで稀に使用され続けている技。

### 打撃技
エルボー
エルボー・スタンプ
バック・ハンドチョップ
ナックルパンチ
クローズライン
ビッグブーツ
ドロップキック
非常に打点が高いのが特徴。トップロープから飛んできた相手のカウンターとして用いられる事もある。
延髄斬り
スピニング・ヒールキック
フライング・ニールキックと同じ技。ヒール時は稀にカウンターで使う程度だった。
フェイス・バスター・ニー・スマッシュ
　自身の膝に相手の頭を当てがいながらジャンプし、着地の衝撃でダメージを与える。エッジは相手の背後や横から飛びつく。スピアーへの布石として使用される。

### 飛び技
ミサイルキック
主にベビーフェイス時に使用。ヒール時にはほぼ使われず、稀にコーナーに構えても大抵は相手に潰されていた。
ダイビング・クロスボディーアタック

### 関節技、絞め技
ボストンクラブ
ハーフボストンクラブ
スリーパーホールド
ヘッドロック
チンロック
肩固め
グランド式、スラィデング式の2種類を使用。
2020年から使用する。
クロスフェイス

### 反則技
コンチェアト
当初はクリスチャンとの合体椅子攻撃であった。現在は単独で、そのときはワンマンコンチェアトという。憎しみをこめた顔をしたのちパイプイスで相手の顔を挟み撃ちにする。2007年のサバイバー・シリーズでは、ジ・アンダーテイカーの頭をリングステップに置きコンチェアトした。しかし、クレームなどによりテレビ放送では写らなくなっている。
鞄攻撃
マネー・イン・ザ・バンクを所持していた期間のみ。
その他各種反則攻撃
マネー・イン・ザ・バンクマッチに限らずラダーを凶器として使うことが他のスーパースターに比べ多い。

## タイトル歴
WWE
- WWE王座 : 4回
- 世界ヘビー級王座 : 7回
- IC王座 : 5回
- WCW US王座 : 1回

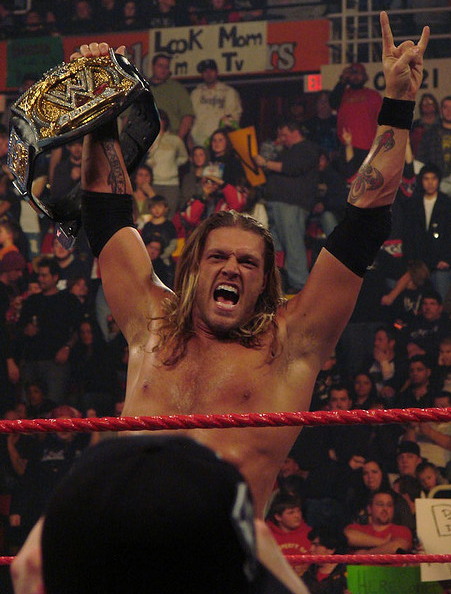
WWE王座

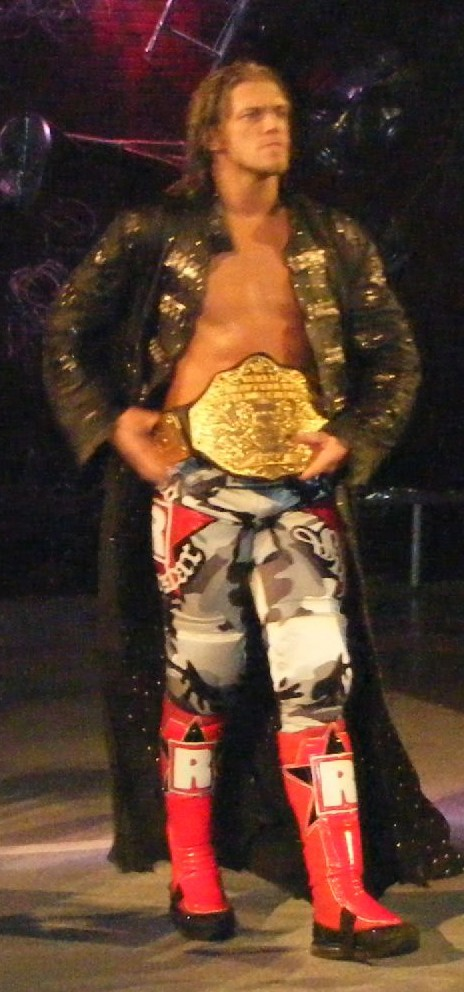
世界ヘビー級王者

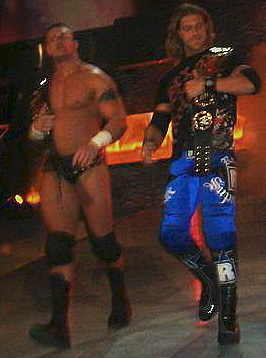
世界タッグ王者（w/ランディ・オートン）

- 世界タッグ王座 : 12回（w / クリスチャン×7、ハルク・ホーガン×1、クリス・ベノワ×2、ランディ・オートン×1、クリス・ジェリコ×1）
- WWEタッグ王座 : 2回（w / レイ・ミステリオ、クリス・ジェリコ）
- トリプルクラウン達成
- グランドスラム達成
- キング・オブ・ザ・リング優勝（2001年）
- Mr.マネー・イン・ザ・バンク（2005年）
- ロイヤルランブル優勝（2010年、2021年）
- WWE殿堂（2012年）

AEW
- AEW・TNT王座 : 2回（第21・23代）

ICW
- ICWストリートファイトタッグチーム王座 : 2回（w / クリスチャン・ケイジ×2）
- ICW/MWCWミッドウェストタッグチーム王座 : 1回（w / クリスチャン・ケイジ×1）

SSW
- SSWタッグチーム王座 : 1回（w / クリスチャン・ケイジ×1）

## 入場テーマ
- You Think You Know Me
- Blood
- On The Edge
- Never Gonna Stop（Rob Zombie）
- Metalingus（Alter Bridge）
- The Other Side（Alter Bridge）

## その他
- 2004年に、首の故障による長期療養中に執筆した自伝「Adam Copeland on Edge」を発売。
- ゲーム好きでDS、PSPを所持。また、クリスチャンは日本公演の際に、エッジの土産にエロゲーを購入した。
- 船木勝一（カン・フー・ナキ）とは同期（ややエッジの方が後）で仲がよく、また大変信頼しておりブランクが空いた際の対戦相手としてよく指名していた。
- レッスルマニアでの無敗記録といえばジ・アンダーテイカーが有名であるが、エッジもWrestleMania 2000での初出場から連勝を継続しており、番組内でもこの記録をアピールしていたが、WrestleMania 23でのマネー・イン・ザ・バンク・ラダー・マッチにて敗北。彼の無敗記録は意外にも早く途絶えることとなってしまった。
- 2009年にアキレス腱を断裂した際、復帰ないし引退も危ぶまれていたが、2010年のロイヤルランブルに出場。予定よりも早く復帰した。
- プライベートでは、1999年にバル・ビーナスの妹と結婚していたが、離婚。その後、クリス・ジェリコの妻の友人と再婚するも離婚（リタとの不倫によるものとされる）。その後、同じくWWEに所属しているディーバであったベス・フェニックスと交際。2014年2月、ベスとの間に娘が誕生したことを公表し、2016年5月に二人目の娘が誕生したと発表、同年のエッジの誕生日にベスと結婚した。